# Lilla Rexsjön
Lilla Rexsjön är en sjö i Leksands kommun i Dalarna och ingår i Dalälvens huvudavrinningsområde.